# 아즈마 히데오
아즈마 히데오(吾妻 ひでお, 1950년 2월 6일 ~ 2019년 10월 13일)는 일본의 만화가이다.
홋카이도에서 태어났다. 도쿄에서 취직을 했지만 얼마 못 가 퇴사해 버렸다. 만화가 이타이 렌타로(板井れんたろう)의 어시스턴트로 일하다가 1969년 데뷔하여 『두 사람과 다섯 사람』, 『자포자기 천사』와 같은 개그물, 『패러렐 광실』, 『메틸 메타피지크』, 『부조리 일기』 등 부조리극 성향의 SF물, 『햇빛』, 『바다에서 온 기계』 등 에로틱한 미소녀물까지 다양한 장르의 만화를 발표해 각 장르 마니아들로부터 절대적인 지지를 얻었다. 『나나코 SOS』, 『올림포스의 포론』은 애니메이션으로 만들어지기도 했다. 활발하게 활동하던 중 슬럼프를 겪었고 1989년 갑자기 실종되었다.
복귀와 실종을 반복하던 그는 가출과 자살 기도, 노숙, 배관공 생활, 알코올 중독 치료 등 의 경험을 처절하지만 코믹하게 그린 『실종일기』로 다시 일본 만화계의 주목을 받으며 오랜 침체를 딛고 재기에 성공했다.

## 작품
『실종일기』(失踪日記) (2011년, 세미콜론, ISBN 978-89-8371-547-0